# Công viên Thuận Phong Sơn
Công viên Thuận Phong Sơn (tiếng Trung: 顺峰山公园; bính âm: shùnfēngshān gōngyuán), nằm dưới chân núi Thái Bình ở Thuận Đức, thành phố Phật Sơn, là một trong "Mười điểm tham quan của Thuận Đức". Công viên được xây dựng từ năm 1999 đến 2002 và mở cửa vào ngày 24 tháng 10 năm 2004.